# Banyumurni
Banyumurni is een bestuurslaag in het regentschap Sukabumi van de provincie West-Java, Indonesië. Banyumurni telt 2660 inwoners (volkstelling 2010).